# Санатбаєв Раатбек Калибекович
Раатбек Калибекович Санатбаєв (нар. 7 травня 1969, Ош, Ошська область — 8 січня 2006, Бішкек) — киргизький борець греко-римського стилю, бронзовий призер чемпіонату світу, дворазовий чемпіон, дворазовий срібний та бронзовий призер чемпіонатів Азії, дворазовий срібний призер Азійських ігор, учасник двох Олімпійських ігор. Заслужений майстер спорту Киргизстану з греко-римської боротьби.

## Життєпис
Народився 7 травня 1969 року в місті Оші. Дитинство пройшло в Джалал-Абаді.
Боротьбою почав займатися з 1983 року.
Перший серйозний успіх прийшов в 1984 році на Всесоюзному турнірі в Юрмалі, де він у своїй ваговій категорії виборов перше місце. На одному з турнірів в 1989 році Раатбек познайомився з Даулетом Турлихановим — відомим казахським борцем, з яким в подальшому дружив. Після розпаду СРСР Турлиханов запропонував Раатбеку переїхати до Алмати, оскільки умови для тренувіання в Казазстані були набагато кращі. Санатбаєв погодився і провів у Казахстані 10 років. У 1994 році на XII Азійських іграх в Японії два друга зійшлися у фіналі, переміг Турлиханов. На честь друга Раатбек назвав одного зі своїх синів Даулетом. Виступав за борцівський клуб «Даулет» Алмати. Тренери — Єржан Ахмедов, Василь Баканач. Закінсив кар'єру спортсмена у 2001 році.
1991 г. — закінчив Киргизький державний інститут фізичної культури за спеціальністю «тренер — викладач з греко-римської боротьби».
2000 г. — закінчив Киргизько-Російський Слов'янський університет за фахом «юриспруденція».
Був заступником директора Центру олімпійської підготовки, де працював до останніх днів.
Застрелений в Бішкекі 8 січня 2006 року. Раатбек Санатбаєв приїхав до свого брата Орунбека. Приблизно о 19.25 вони під'їхали до павільйону «Аян», щоб закупити продукти. Тут їх вже чекали двоє кілерів. Один з них в упор вистрілив в Раатбека. Куля потрапила спортсмену в шию і пройшла навиліт через голову. Другий кілер відкрив стрілянину по Орунбеку Санатбаєву. Але брату спортсмена вдалося втекти неушкодженим. Раатбек Санатбаєв був доставлений в Національний хірургічний центр, де, не приходячи до тями, помер.
Вбивство могло бути пов'язано з наміром Санатбаєва балотуватися на посаду президента Національного олімпійського комітету Киргизстану. Перед цим 21 вересня 2005 року було вбито депутата Баямана Еркінбаєва, якого в червні того ж року обрали президентом НОК, і посада виявилася вакантною.

## Визнання
Визнаний кращим борцем греко-римського стилю XX століття Киргизької Республіки.
За його успіхи в спорті він був нагороджений медаллю «Данк», орденом «Кайсар», орденом Національного олімпійського комітету Киргизької Республіки, багатьма міжнародними і національними преміями, Почесною грамотою Киргизької Республіки, був лауреатом молодіжної премії Киргизької Республіки.
Почесний громадянин Джалал-Абада, де його ім'я присвоєно середній школі № 9 і СДЮШОР Джалал-Абада. На його честь проводиться щорічний Міжнародний турнір у Палаці спорту імені Кожомкула.
17 жовтня 2009 року на території спеціалізованої дитячо-юнацької школи олімпійського резерву встановили пам'ятник, бронзовий монумент поставлений на кошти друзів спортсмена.

## Спортивні результати на міжнародних змаганнях

### Виступи на Олімпіадах
| Змагання                    | Збірна     | Вагова категорія                 | Місце |
| --------------------------- | ---------- | -------------------------------- | ----- |
| Літні Олімпійські ігри 1996 | Киргизстан | греко-римська боротьба, до 82 кг | 8     |
| Літні Олімпійські ігри 2000 | Киргизстан | греко-римська боротьба, до 85 кг | 15    |

### Виступи на Чемпіонатах світу
| Змагання                        | Збірна     | Вагова категорія                 | Місце  |
| ------------------------------- | ---------- | -------------------------------- | ------ |
| Чемпіонат світу з боротьби 1994 | Киргизстан | греко-римська боротьба, до 82 кг | 23     |
| Чемпіонат світу з боротьби 1995 | Киргизстан | греко-римська боротьба, до 82 кг | 12     |
| Чемпіонат світу з боротьби 1997 | Киргизстан | греко-римська боротьба, до 85 кг | 9      |
| Чемпіонат світу з боротьби 1998 | Киргизстан | греко-римська боротьба, до 85 кг | 12     |
| Чемпіонат світу з боротьби 1999 | Киргизстан | греко-римська боротьба, до 85 кг | Бронза |

### Виступи на Чемпіонатах Азії
| Змагання                       | Збірна     | Вагова категорія                 | Місце  |
| ------------------------------ | ---------- | -------------------------------- | ------ |
| Чемпіонат Азії з боротьби 1995 | Киргизстан | греко-римська боротьба, до 82 кг | Срібло |
| Чемпіонат Азії з боротьби 1996 | Киргизстан | греко-римська боротьба, до 82 кг | Бронза |
| Чемпіонат Азії з боротьби 1997 | Киргизстан | греко-римська боротьба, до 85 кг | Срібло |
| Чемпіонат Азії з боротьби 1999 | Киргизстан | греко-римська боротьба, до 85 кг | Золото |
| Чемпіонат Азії з боротьби 2000 | Киргизстан | греко-римська боротьба, до 85 кг | Золото |

### Виступи на Азійських іграх
| Змагання           | Збірна     | Вагова категорія                 | Місце  |
| ------------------ | ---------- | -------------------------------- | ------ |
| Азійські ігри 1994 | Киргизстан | греко-римська боротьба, до 82 кг | Срібло |
| Азійські ігри 1998 | Киргизстан | греко-римська боротьба, до 85 кг | Срібло |

### Виступи на інших змаганнях
| Змагання                  | Збірна     | Вагова категорія                 | Місце  |
| ------------------------- | ---------- | -------------------------------- | ------ |
| Тестовий турнір FILA 1998 | Киргизстан | греко-римська боротьба, до 85 кг | Золото |